# Jakub z Braganzy
Jakub z Braganzy (1479, Alentejo – 20. září 1532, Alentejo) byl mimo jiné 4. vévodou z Braganzy a 2. vévodou z Guimarães. Je znám obnovením bohatství a moci rodu Braganza, který byl zabaven portugalským králem Janem II.

## Život
Jakub se narodil v roce 1479, byly mu asi čtyři roky, když byl svědkem zatčení a popravy svého otce Ferdinanda II. z Braganzy a svého strýce Dioga z Viseu. Oba byli popraveni za zradu, když král Jan II. odhalil spiknutí mezi šlechtou proti koruně. Po smrti jeho otce byla Jakubova rodina, rod Braganzů, vykázána do Kastilie a jejich majetek a obrovské bohatství zabavila portugalská koruna.
Po smrti Jana II. v roce 1495 přešel trůn na jeho bratrance Manuela I. V roce 1498 král, který byl před svým nástupem na trůn mocným šlechticem, odpustil Braganzům a dovolil jim vrátit se zpět do Portugalska. Veškerý jejich majetek jim vrátul, požadoval ale oddanou loajalitu od vévody Jakuba z Braganzy. Ve snaze demonstrovat sílu rodu Braganza po navrácení jeho bohatství Jakub odmítl bydlet na hradě Vila Viçosa (kvůli jeho spojení se zradou a vraždou jeho otce) a jako sídlo postavil vévodský palác Vila Viçosa. Byl to honosný renesanční palác v portugalské provincii Alentejo.

## Královská přízeň
Později v roce 1498 král Manuel odjel na diplomatickou cestu do Kastilie. Bylo to krátce poté, co bylo Portugalsko svědkem nástupnické krize, a král, který neměl žádné dědice, dohlížel na to, aby parlament (Cortes) jmenoval Jakuba, syna jeho sestry Isabely z Viseu, předpokládaným dědicem portugalského trůnu.
Vévoda Jakub se oženil s Leonor Pérez de Guzmán, dcerou Jana Alfonsa, 3. vévody z Medina Sidonie. V roce 1512 byla Leonor na příkaz Jakuba, který ji podezíral z cizoložství, zavražděna. Král Manuel I. rozhodl, že jeho synovec Jakub, aby unikl vězení za tento zločin, bude muset připravit a plně financovat flotilu k dobytí města Azamor na pobřeží marockého Atlantiku. Město bylo vévodovými silami snadno dobyto a on se vrátil s odpuštěním do Portugalska jako hrdina.

## Manželství a potomci
V roce 1500 se jednadvacetiletý Jakub oženil s Leonor Pérez de Guzmán, dcerou Jana Alfonsa, 3. vévody z Medina Sidonie. Předtím, než byla v roce 1512 zavražděna, porodila manželovi dvě děti:
- Teodósio I. z Braganzy (1510 – 22. září 1563), 5. vévoda z Braganzy
⚭ 1542 Isabela de Lencastre (1513–1558)
⚭ 1559 Beatrix de Lencastre (1542–1623)
- Isabel z Braganzy (1514 – 16. září 1576), ⚭ 1537 Eduard Portugalský (7. října 1515 – 20. září 1540), vévoda z Guimarães

V roce 1520 se Jakub podruhé oženil s Janou z Mendoçy, dcerou Dioga z Mendonçy. Manželé spolu měli osm dětí:
- Jana z Braganzy (1521–1588)
- Jakub z Braganzy (1523–1562)
- Evženie z Braganzy (1525–1559)
- Marie z Braganzy (1527–1586)
- Konstantin z Braganzy (1528–1575)
- Fulgêncio z Braganzy (1529–1582)
- Teotónio z Braganzy (1530–1602)
- Vicência z Braganzy (1532–1603)